# 宮本易孝
宮本 易孝（みやもと やすたか、嘉永3年1月6日（1850年2月17日） - 明治45年（1912年）5月22日）は日本の政治家。中浜村長（第2代）、村会議員、郡会議員。西伯郡町村長代表を務めるほどの実力者村長だった。

## 経歴
小篠津村（現鳥取県境港市小篠津町）の豪農宮本家に生まれる。易孝の父宗久は茶人として知られる一方、明治初期の戸長職も務めた。
明治30年（1897年）12月、第2代中浜村長に就任した。
明治31年（1898年）小篠津村字茶苑畑に7棟86坪の避病舎を建築したのをはじめ、農友会を組織して産業の改良発達や風紀の改善につとめた。退任後郡会議員として活躍したが、2期目の在職中に没した。